# Guy Malé
Guy Malé (Rigardà, 1 de juliol del 1930 - París, 3 de desembre del 1987 va ser un senador nord-català que presidí l'ajuntament de Prada i el Consell General dels Pirineus Orientals durant un lustre.

## Biografia
Va fer els seus primers estudis a la Tor de França i al Liceu Aragó de Perpinyà abans d'anar a l'escola tècnica de Prada. Continuà la seva formació a París, on s'especialitzà en tècniques d'edificació.
Del 1957 al 1983 va ser director tècnic de la Mutualitat social agrícola al Departament dels Pirineus Orientals. Milità al sindicat "Force ouvrière", i s'adherí al Partit socialista el 1973. En el camp de la política local, va ser escollit conseller municipal de Bolquera. Es presentà a les eleccions cantonals del març del 1976, però fou exclòs del partit per no haver respectat les consignes de desistiment en favor del partit comunista; esdevingué aleshores conseller general pel cantó de Montlluís (1973-1985). Va ser adjunt a l'alcalde i alcalde de Bolquera (1977-1983) abans de ser conseller municipal i alcalde de Prada (març del 1983 fins al 1987). Va ser vicepresident (1979-1982) i president (març del 1982-1987) del Consell General dels Pirineus Orientals. A partir del 1983 presidí l'Associació departamental d'alcaldes i el sindicat de personal dels ajuntaments; igualment, dirigí la Societat mixta per a infraestructures del Rosselló i la Unió departamental dels sindicats intercomunals escolars i de transports. El seu pas per l'alcaldia de Prada es traduí en nombroses millores a la capital del Conflent: rehabilitació del jutjat i de la residència d'avis, impuls a les infraestructures viàries, promoció del festival de música Pau Casals (que s'havia instaurat el 1950), de la Universitat Catalana d'Estiu (del 1968), d'un festival de cinema i de la fira-exposició de Prada.
El 25 de setembre del 1983 va ser elegit senador pels Pirineus Orientals amb una majoria absoluta de 492 vots sobre 861 en total. Encara que provinent de l'ideari socialista, es presentà com a candidat independent, i a la cambra s'afilià al grup Union centriste des démocrates de progrès, del qual fou vicepresident fins a la mort. En aquest sentit, la seva trajectòria va tenir un paral·lelisme amb la del seu predecessor (i amic del seu pare), Léon-Jean Gregory, que trencà amb el Partit Socialista després de les tensions derivades del Congrés d'Épinay del 1971. Aquesta orientació política també va ser la de l'altre candidat electe el 1983, Paul Alduy. Malé va ser membre de la comissió senatorial d'afers econòmics entre 1983 i 1986, i a partir d'aquell any ho fou de la comissió de lleis constitucionals, legislació, sufragi universal, reglament i administració general. Els anys 1986 i 1987 va ser nomenat membre titular del consell d'administració del Conservatori del litoral i de les ribes lacustres. Diverses vegades s'adreçà a la Cambra, normalment en defensa dels processos descentralitzadors, tant municipals com a nivell de consells generals o regionals. Portà les necessitats del Departament dels P. O. a la llum pública, tot exposant les amenaces a l'agricultura per la sequera del 1985, la penúria de mitjans en matèria escolar, o la necessitat d'una cooperació més gran entre l'estat i la Regió Llenguadoc-Rosselló en matèria d'infraestructures viàries per carretera i ferrocarril. A partir de l'ingrés d'Espanya a la C.E.E. l'1 de gener del 1986, defensà els interessos de la regió en matèria agrícola, afectada per les exportacions del nou país membre. El desembre del 1983 havia estat elegit vicepresident del grup senatorial d'estudi de l'economia de les regions meridionals encarregat d'estudiar el tema de l'ampliació de la CEE, en particular en el departament dels Pirineus Orientals.

Una crisi cardíaca l'occí a l'edat de cinquanta-set anys, i el substituí André Daugnac, alcalde del Soler i antic conseller general pel cantó de Millars. L'elogi fúnebre del president del Senat destacà del traspassat 
| «             | son sens inné de la fidélité en amitié, sa simplicité, son ouverture permanente au dialogue [qui] lui attiraient la sympathie de tous. | » |
| — Alain Poher | |   |